# Rudolf van Sint-Omaars
Rudolf van Sint-Omaars ook wel Rudolf van Tiberias (ca.1138 - 1219) was (titulair) vorst van Galilea vanaf 1204 tot zijn dood.
Hij was een zoon van Walter van Sint-Omaars en Eschiva van Bures. Nadat zijn vader overleed rond (1174 - 1176) hertrouwde zijn moeder met Raymond III van Tripoli, die door het huwelijk het vorstendom overnam. Nadat de Ajjoebiden het vorstendom hadden veroverd in 1187, droeg zijn broer Hugo II van Sint-Omaars alleen nog maar de titel van vorst. Rudolf nam de titel over toen deze broer in 1204 kinderloos stierf.
Zijn broer Hugo wilde ervoor zorgen dat Rudolf kon trouwen met Isabella van Jeruzalem, kort nadat haar man Hendrik II van Champagne overleden was in 1197. Maar al gauw bleek Amalrik de Lusignan een belangrijke kandidaat te zijn om te trouwen met Isabella. Rudolf en enkele medestanders probeerden Amalrik te laten vermoorden, maar dit werd verijdeld. Rudolf werd verbannen uit het koninkrijk Jeruzalem. Hij bezocht Tripoli in 1198, en sleet zijn verdere leven in Constantinopel (1204-1219). Hij maakte carrière als jurist en leverde een bijdrage aan het werk Le Livre du Roi. Hij deed ook bewerkingen in het rechtboek van Jeruzalem.
In 1163 trouwde Rudolf met Agnes Grenier, een dochter van Reginald Grenier, heer van Sidon. Met haar kreeg hij een dochter Eschiva van Sint-Omaars die het vorstendom titulair erfde. Zij huwde met Odo van Montbéliard, gouverneur van Jeruzalem. Rudolf stierf in 1219.